# Rodrigo Izecson dos Santos Leite
Rodrigo Izecson dos Santos Leite, mais conhecido como Digão (Brasília, 14 de outubro de 1985), é um ex-futebolista brasileiro que atuava como zagueiro.
Irmão do também jogador Kaká, foi contratado do Milan por muitos anos, sendo emprestado a diversas equipes europeias. Após algumas lesões, decidiu deixar o futebol profissional aos 27 anos.

## Carreira

### Primeiros anos
A família de Digão morava em Brasília, mas se mudou para São Paulo quando ele ainda era criança. Tanto ele quanto Kaká, seu irmão três anos mais velho, começaram a jogar nas categorias de base do São Paulo. Além da idade, outras diferenças para seu irmão era a altura - 1,94, contra 1,86 de Kaká, motivo pelo qual tem seu apelido no aumentativo -, a posição - era zagueiro - e o fato de ser canhoto.

### Início da carreira no São Paulo
Digão começou a ter destaque, ao participar, pelos juniores do São Paulo, da Copa São Paulo de Futebol Júnior de 2003. Ficou no São Paulo até 2004, quando foi comprado pelo Milan, no mesmo ano que seu irmão Kaká, que tinha tido destaque no São Paulo desde 2001, foi para a equipe italiana. Entretanto, a equipe não poderia passar o limite de jogadores extracomunitários (de fora da União Europeia), o que levou Digão a ser emprestado.

### Rimini
Após uma passagem pelo Sampdoria, retorna ao Milan onde é treinado nas categorias de base do time. Acabou não tendo muitas chances e foi emprestado novamente, agora para o Rimini, onde disputou a temporada 2006-07 da Serie B. Apesar daquele ano ser especialmente desafiador, com fortes equipes como a Juventus, o Napoli e o Genoa disputando a segunda divisão italiana, o Rimini foi muito bem, chegando ao quinto lugar na classificação final e tendo em Digão uma peça importante da defesa. Digão ficou dois anos no Rimini, tendo jogado 23 partidas, sendo o time em que mais jogou.
Nesse meio tempo, Kaká estava no auge da carreira no Milan, time para qual seu irmão voltaria em 2007.

### Milan e Standard Liège
De volta ao Milan, teria que brigar por uma vaga na zaga, tendo que disputar com campeões da Copa do Mundo de 2006 como Paolo Maldini e Alessandro Nesta. Além da concorrência difícil, teve um revés em uma de suas poucas chances: em sua estreia em competições, falhou nos dois gols do Catania, que venceu o Milan por 2 a 1 pelas ida das oitavas de final da Coppa Italia. A equipe não conseguiu reverter a vantagem na volta e foi eliminada. Digão acabou atuando em apenas três jogos com a camisa do Milan: além da Coppa Italia, um amistoso e um jogo da Serie A contra a Lazio.
Em maio de 2008, chamou atenção a presença de Digão em uma lista de pré-convocados para a Seleção Brasileira Sub-23 que iria disputar o Torneio Olímpico de Futebol Masculino nos Jogos Olímpicos de Verão de 2008, em Pequim. Ele só faria 23 anos após a competição ter começado, o que o tornaria apto para jogar. Porém, acabou não sendo convocado na lista definitiva. Foi mais uma vez emprestado pelo Milan, desta vez para o time belga Standard Liège. No entanto, um rompimento nos ligamentos do joelho o fez ficara apenas dois minutos em campo durante toda a temporada 2008-09.

### Retorno a Itália, Portugal e Estados Unidos
Na temporada 2009-10, foi mais uma vez emprestado para times da segunda divisão italiana, ficando cinco meses no Lecce, jogando apenas duas partidas, e mais três no Crotone, onde não chegou a jogar. Na temporada seguinte, deixou a Itália, indo para o Penafiel, da segunda divisão portuguesa. Lá, conseguiu fazer uma sequência de jogos e até marcou um gol. Entretanto, o time não quis contrata-lo em definitivo. Digão encerrou seu contrato em 2010 com o Milan e partiu para os Estados Unidos, sendo contratado pelo New York Red Bulls para disputar a Major League Soccer. Acabou disputando apenas um jogo após ter novas lesões, que o fizeram encerrar a carreira aos 27 anos.

## Vida pessoal
Digão começou a namorar com a arquiteta Rebeca Sabino no Natal de 2007, tendo se casado com ela em 26 de dezembro de 2009. O casal tem duas filhas.
Além de ser irmão de Kaká, o qual é responsável pelo apelido, é também primo do também futebolista Eduardo Delani.

## Títulos
Standard de Liège
- Jupiler Pro League: 2008–09

Lecce
- Campeonato Italiano - Série B: 2009–10